# Le Miroir (Carlier)
Le Miroir ("Lo specchio") è una scultura polimaterica dello scultore francese Émile-Joseph Carlier, realizzata nel 1897 e oggi conservata al museo di belle arti di Cambrai.

## Storia
L'opera venne scolpita nel 1897 e venne esposta al Salone degli artisti francesi che si svolse al Palais des Champes-Élysées quello stesso anno. L'anno successivo, nel 1898, entrò a far parte delle collezioni del museo cambraico. Il gruppo scultoreo venne esposto all'esposizione universale che si svolse a Parigi nel 1900 e ottenne la medaglia d'oro. La scultura si ruppe durante il viaggio di ritorno dall'esposizione universale, e fu restaurata per un costo di 14.000 franchi. Il torso originale della figura in marmo si trova nei depositi dello stesso museo cambraico.

## Descrizione
Il gruppo scultoreo riprende l'opera letteraria Afrodite (Aphrodite: mœurs antiques) dello scrittore francese Pierre Louÿs: in questo romanzo, lo scultore Demetrio è amato da molte donne della città di Alessandria d'Egitto, ma l'unica che lo ignora è la cortigiana Criside. Volendo vincere la sua resistenza, Demetrio si offre di soddisfare le richieste della donna, che gli ordina di fargli avere tre oggetti: uno specchio che appartiene a una sua rivale, un pettine appartenente a una sacerdotessa e una collana di perle. Demetrio si macchia così di tre furti, e il terzo è il più grave, dato che la collana viene rubata dal tempio di Afrodite ed è sacra alla dea.
L'opera raffigura Criside in piedi, senza alcun indumento, mentre poggia il piede sinistro su una scatola con delle decorazioni vegetali. Ella sorride, consapevole del proprio fascino, mentre si sta pettinando i capelli con un pettine e si guarda in uno specchio. Dietro di lei si trova una serva dalla pelle scura che tiene un asciugamano con il quale si appresta ad asciugare i piedi della sua padrona. La serva, che un critico dell'epoca definì "un'abissina di bronzo", indossa solo una veste che le copre le gambe e si regge su un cofanetto leggermente più piccolo della scatolina.  Probabilmente questa figura è Djala, la schiava indiana di Criside nel romanzo. Il basamento è decorato con delle coppie di serpenti intrecciati tra di loro.
Secondo il catalogo del museo di Cambrai redatto nel 1997, le modelle che posarono per quest'opera erano una certa Madame Jean de Sérè per Criside e Nadaud des Ilets, la domestica della moglie di Carlier, originaria delle Antille, per la serva. Per la realizzazione di questo gruppo Carlier adoperò dei materiali diversi: nel marmo bianco venne scolpita la figura di Criside; il bronzo venne adoperato per lo specchio, per i cofanetti e per la pelle della serva; l'onice per il tessuto indossato da quest'ultima; infine un mosaico per il pavimento sul quale le due donne poggiano i loro piedi.

## Galleria d'immagini

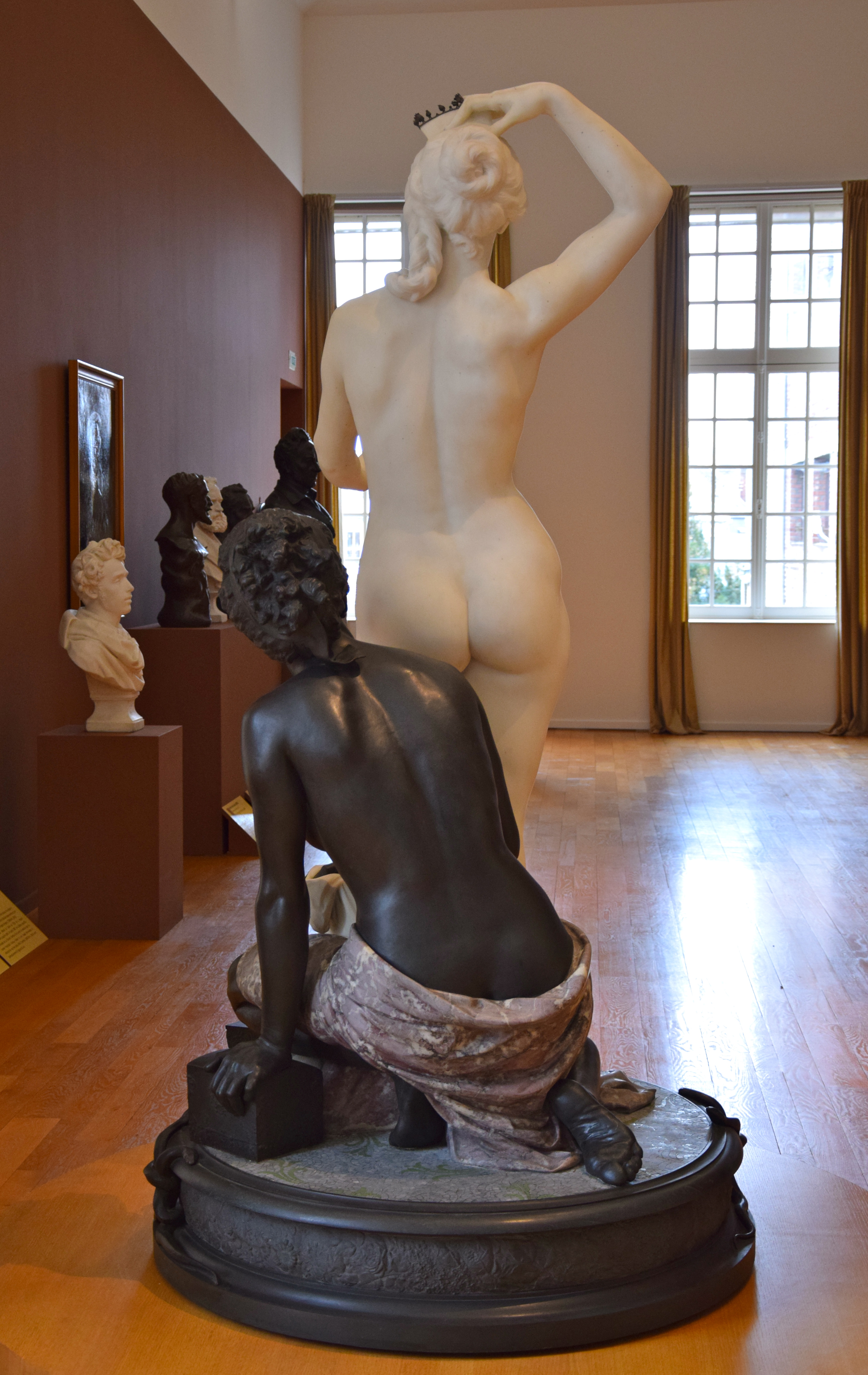
Vista posteriore.
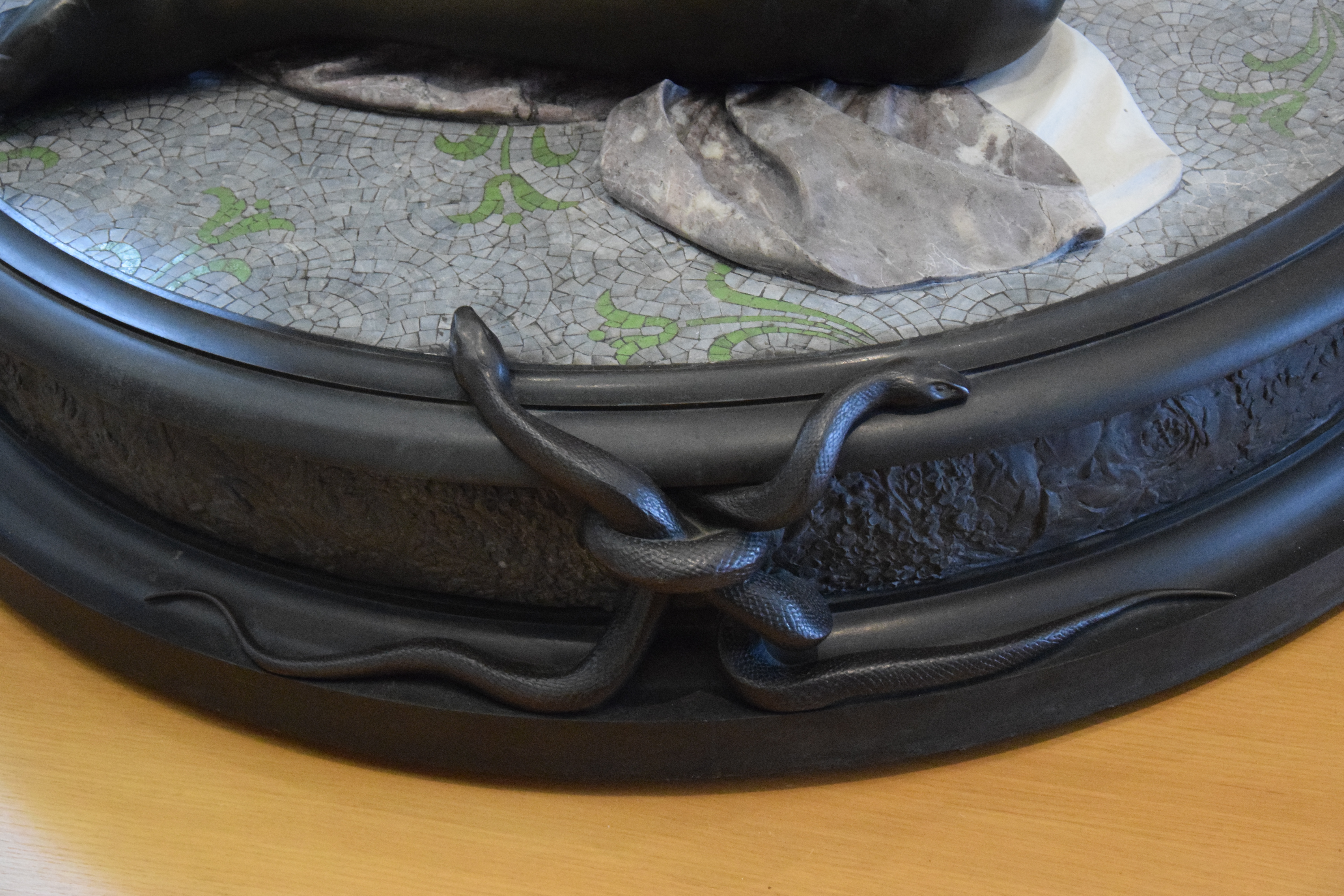
Dettaglio dei serpenti.
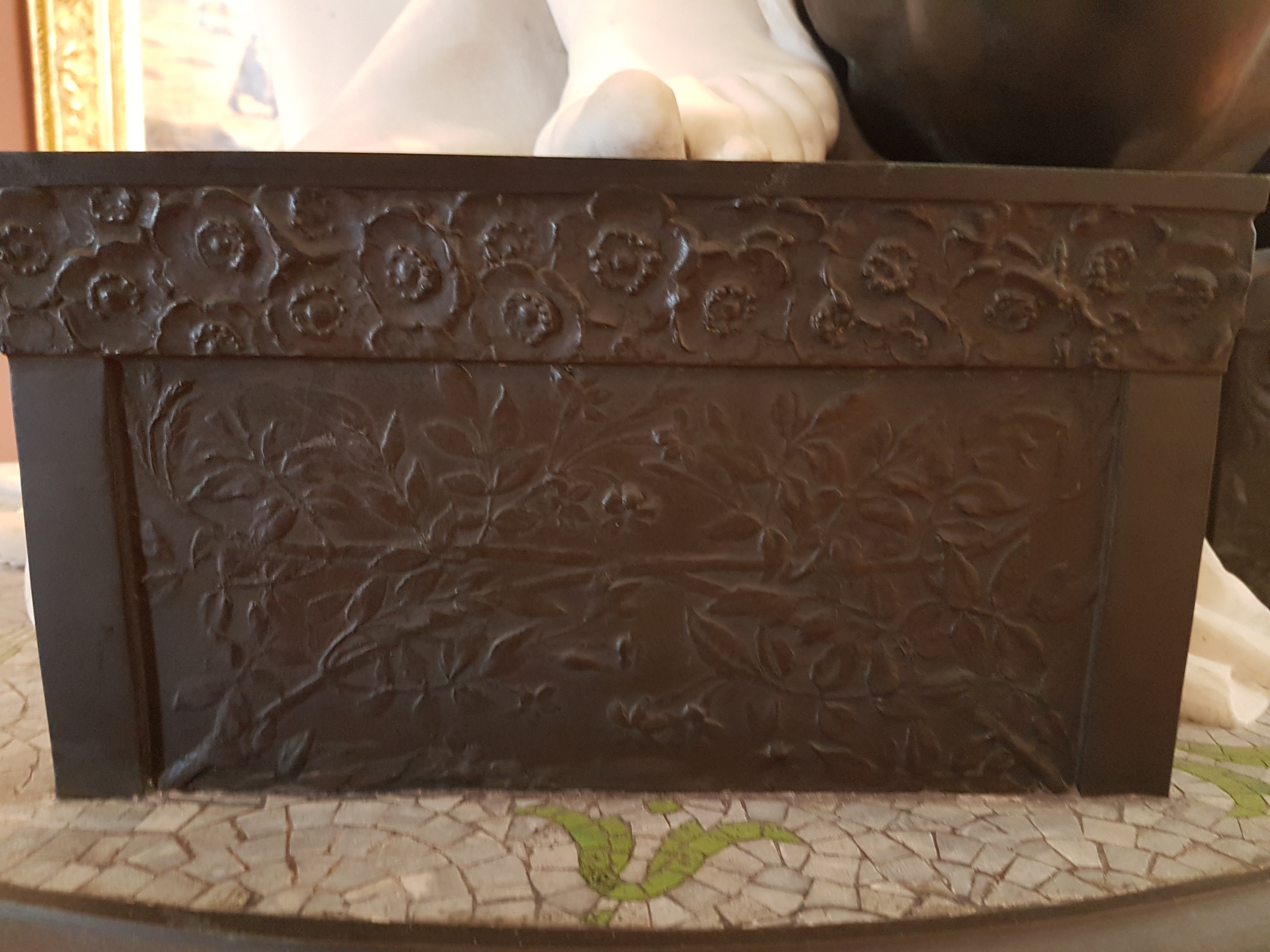
Dettaglio della scatola.